# 古川雄大 (野球)
古川 雄大（ふるかわ ゆうだい、2004年5月25日 - ）は、大分県佐伯市出身のプロ野球選手（外野手）。右投右打。埼玉西武ライオンズ所属。

## 経歴

### プロ入り前
日本人の父とフィリピン人の母の間に生まれる。佐伯市立上野小学校3年生の時に野球を始め、佐伯市立昭和中学校在学時は硬式野球のクラブチームである佐伯マリンボーイズに所属していた。
大分県立佐伯鶴城高等学校に進学し、1年秋からベンチ入り。2年夏は背番号20ながら4番を務めた試合もあり、同年秋から4番に定着した。3年夏の大分県大会、大分国際情報との初戦（2回戦）では9球団、25人のスカウトが視察に訪れた中で本塁打を含む3安打の活躍で勝利に貢献した。同大会ではベスト4まで勝ち上がったが、準決勝で大分舞鶴に逆転サヨナラ負けを喫した。3年間で甲子園大会出場はなし。高校通算21本塁打。
その後、2022年9月17日にプロ志望届を提出。10月20日に行われたドラフト会議では、埼玉西武ライオンズからドラフト2位指名を受け、11月10日に契約金7000万円、年俸750万円で仮契約した。背番号は33。担当スカウトは岳野竜也。

### 西武時代
2023年は三軍で体作り中心の練習に励み、二軍では1試合のみに出場した。栄養士のアドバイスを受け、体重を入団時の85kgから95kgまで増量した。
2024年はフレッシュオールスターゲームのイースタン・リーグ選抜に選ばれた。

## 選手としての特徴
高校通算21本塁打の長打力に加え遠投110m、50m走6秒0の高い身体能力を誇り、メディアからはしばしば柳田悠岐と比較されている。
西武コーチの熊代聖人も古川について「走攻守全てにおいてポテンシャルが高い。きっかけをつかめば大化けするかもしれない。」と評価しており、似たタイプとして球団OBの秋山幸二を挙げている。

## 詳細情報

### 背番号
- 33（2023年[7] - ）